# Paseo Puente

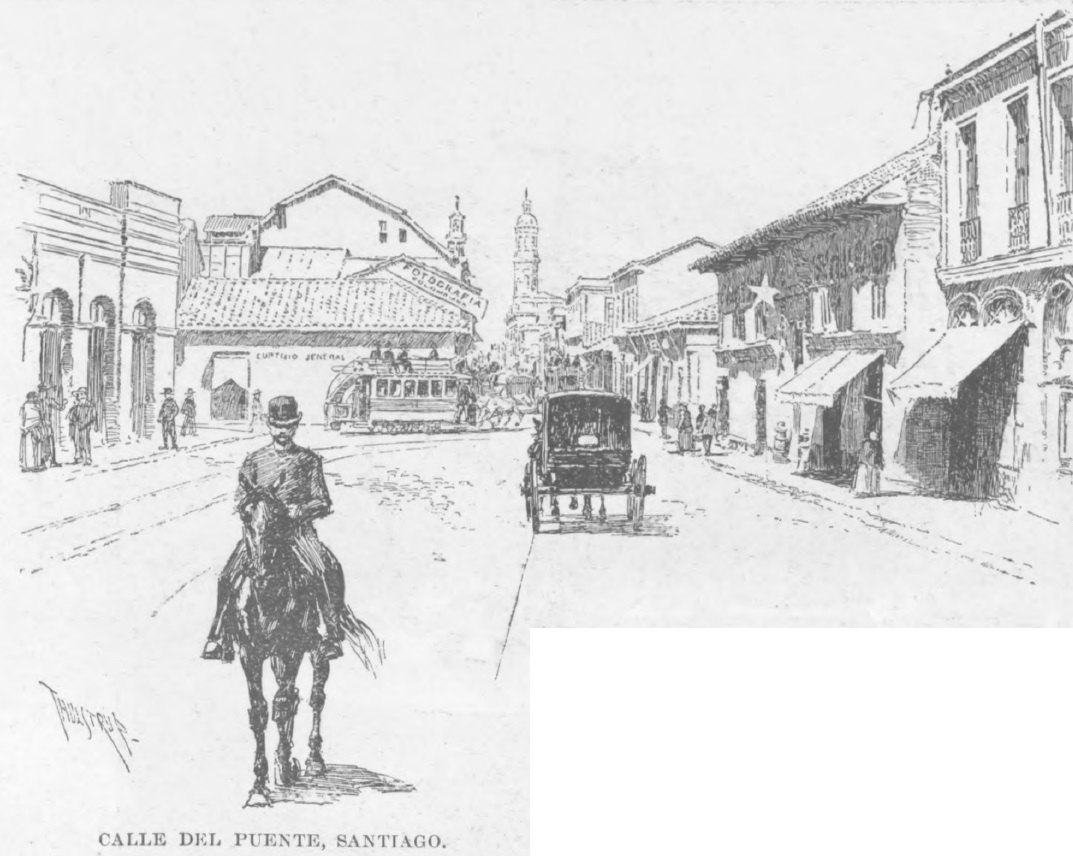
"Calle del puente" en 1892.

El Paseo Puente es una calle que cruza el centro de la ciudad de Santiago, Chile. Se extiende a través de cuatro cuadras —tres de ellas de uso exclusivo peatonal y una con tránsito de sur a norte— desde la Plaza de Armas, hasta el Mercado Central. Su paseo peatonal sirve como continuación del Paseo Ahumada, es una calle con mucho tránsito de personas en la semana, cuenta con mucha variedad de tiendas y el mall vivo el centro, en la intersección con rosas.
Su nombre se debe a la rampa sur del Puente de Calicanto, en donde se levantaron diversas casas y tiendas que se extendieron hasta la Plaza de Armas. El puente, que fue construido por el corregidor Luis Manuel de Zañartu e inaugurado en 1780, fue finalmente demolido en el año 1888 debido a los trabajos de canalización del río Mapocho, además de daños provocados por la tormenta fluvial de Agosto de 1888, y en gran medida por convicciones personales del entonces Ministro de Industria y Obras Públicas, Pedro Mont, esto con gran controversia al considerarse el Puente de Calicanto el mayor símbolo de la ciudad.